# Willy Schulz-Demmin
Willy Schulz[-Demmin], auch Willi, (* 14. Januar 1892 in Demmin; † 13. Januar 1974 in Bad Schwartau) war ein deutscher Landschafts- und Bildnismaler sowie Restaurator.

## Künstlerischer Werdegang
Willy Schulz-Demmin schloss nach Kriegsunterbrechung im Ersten Weltkrieg sein Kunststudium, welches er 1912 begonnen hatte, 1924 an der Berliner Hochschule für Bildende Künste bei den Professoren Arthur Kampf und Paul Plontke ab. Parallel zum Studium arbeitete er als freischaffender Künstler und beschäftigte sich neben diversen Restaurierungsaufträge auch mit dem Kopieren Alter Meister in den Museen von Berlin und Dresden. Er war auf der Großen Berliner Kunstausstellung mit Porträts, Stillleben und Landschaften vertreten. Des Weiteren stellte er in Dresden aus. Außerdem war Schulz-Demmin als Grafiker für die Werbung tätig und begann seine Tätigkeit als Freier Restaurator.
Schulz-Demmin war Mitglied des Reichsverbands Bildender Künstler und der Allgemeinen Deutschen Kunstgenossenschaft und in der Zeit des Nationalsozialismus obligatorisch der Reichskammer der bildenden Künste. Für diese Zeit ist aber lediglich 1937 seine Teilnahme an der Ausstellung des Ortsvereins Berlin der Allgemeinen Deutschen Kunstgenossenschaft in Berlin-Wilmersdorf und in Hamburg an der Kunstausstellung des Hilfswerks für die deutsche bildende Kunst in der NS-Volkswohlfahrt sicher belegt.
Für die Ufa richtete er 1938 ein Lehratelier für den Zeichentrickfilm ein, dem er auch vorstand. Im Zweiten Weltkrieg wurde sein Atelier in Berlin zerstört. Nach dem Krieg ließ sich Schulz-Demmin in Lübeck nieder und war dort vorwiegend als Restaurator für Museen, Denkmalpflege sowie einige Kirchen in Schleswig-Holstein tätig.
1953 gehörte Schulz-Demmin zu den bundesdeutschen Künstlern, die zur 3. Deutschen Kunstausstellung in die DDR eingeladen wurden.

## Werke (Auswahl)
- Winterliches Spreeufer (Öl, 55 × 64 cm)[3]
- Durchblick auf die Ostsee (Öl)[4][Anm 1]
- Lübecker Mädel (Zeichnung)[5][Anm 1]

## Publikationen (Auswahl)
- Das bemalte Kreuzigungsrelief im Dom zu Ratzeburg. In: Der Wagen. Jg. 1963, S. 31–33.